# Довгодзьоба куріпка
Довгодзьоба куріпка (Rhizothera) — рід куроподібних птахів родини фазанових (Phasianidae). Представники цього роду мешкають в Південно-Східній Азії.

## Види
Виділяють два види:
- Куріпка довгодзьоба (Rhizothera longirostris)
- Куріпка саравацька (Rhizothera dulitensis)[6]

## Етимологія
Наукова назва роду Rhizothera походить від сполучення слів дав.-гр. ῥιζα — корінь і θηρας — мисливець.